# Friedrich Leopold Fischer
Friedrich Leopold Fischer (* 29. Mai 1798 in Königsberg; † 7. März 1857 in Koblenz) war ein preußischer Generalmajor, Inspekteur der 3. Ingenieur-Inspektion und Erzieher des Prinzen Friedrich Karl von Preußen.

## Leben

### Herkunft
Seine Eltern waren der Schlosszimmermeister Wilhelm August Fischer und dessen Ehefrau Justine Charlotte, geborene Holstein.

### Militärkarriere
Fischer wurde am 11. Januar 1814 an der Universität Königsberg immatrikuliert, um Architektur zu studieren. Am 18. April 1815 wurde er Voluntärgeograph und kam am 21. August 1815 als Ingenieurgeograph in das IV. Armee-Korps der Preußischen Armee. Am 16. Dezember 1816 avancierte er zum Sekondeleutnant, wurde der 2. Ingenieurbrigade aggregiert und am 9. Mai 1818 einrangiert. Ende Mai 1820 folgte seine Versetzung in die 1. Ingenieurbrigade und am 23. März 1828 die Ernennung zum zweiten Adjutanten. Am 16. Juli 1828 wurde Fischer Premierleutnant und am 21. August 1828 als Adjutant in die Generalinspektion des Ingenieur- und Pionierkorps versetzt. Er kam am 26. März 1832 in die 1. Ingenieur-Inspektion zurück, von dort wurde er am 31. Dezember 1832 in die 3. Ingenieur-Inspektion versetzt und am 30. März 1833 in den Großen Generalstab abkommandiert (offiziell beurlaubt). Am 30. März 1834 wurde er Hauptmann im Generalstab. Von 1837 bis 1839 war er in die Türkei zu Militärmissionen abkommandiert und erhielt dort für sein Wirken den Orden „Nişan-i İftihar“ mit Brillanten. Er wurde am 7. April 1841 zum Major befördert und am 24. April 1841 in den Generalstab des VII. Armee-Korps versetzt, am 12. April 1842 kam er dann wieder in den Großen Generalstab. Fischer erhielt am 3. April 1845 die Erlaubnis, den ihm verliehenen türkischen Ehrensäbel mit dem preußischen Portepee auch im Dienst zu tragen, allerdings nicht vor den Truppen, bei Paraden oder dienstlichen Meldungen. Er wurde am 1. April 1847 zum Chef des Generalstabes des VII. Armee-Korps ernannt und am 3. Mai 1848 als Direktor des Militär-Ökonomie-Departements in das Kriegsministerium versetzt. Dort wurde er am 10. Mai 1848 zum Oberstleutnant befördert und am 11. September 1848 in den Großen Generalstab zurück versetzt. Am 4. Januar 1849 kam er zu den Offizieren der Armee und wurde Militärgouverneur des Prinzen Friedrich Karl von Preußen, auf den er viel Einfluss hatte. Am 18. Januar 1851 erfolgte seine Beförderung zum Oberst und am 23. Dezember 1851 die Ernennung zum Inspekteur der 3. Ingenieur-Inspektion. Er wurde am 13. März 1852 mit dem Roten Adlerorden II. Klasse mit Eichenlaub ausgezeichnet und am 13. Juli 1854 zum Generalmajor befördert. Er starb am 7. März 1857 in Koblenz.
In seiner Beurteilung aus dem Jahr 1847 schrieb der General von Krauseneck: „Ein vielseitig gebildeter, sehr brauchbarer und durchaus achtungswerter Offizier des Generalstabs. Durch seine früheren Dienstverhältnisse und durch eine geeignete Bildung als Ingenieur wohl unterrichtet, in keinen Zweig der militärischen Tätigkeit fremd. Während seines Kommandos in der Türkei von Seiner Majestät dem König der Pforte zur Dienstleistung überlassen, hat er mehrfache Beweise seiner Umsicht und gründlichen Bildung an den Tag gelegt und sich ein Zeichen der Allerhöchsten Zufriedenheit erworben. Als interimistischer Chef eines Kriegstheaters leistete er gute Dienste. Bei mehrfacher außergewöhnlicher Verwendung hat er seine besondere Brauchbarkeit bestätigt, Er verdient eine besondere Berücksichtigung vollkommen.“

### Familie
Er heiratete am  3. Februar 1832 in Berlin Emilie Luise Reinhold (1807–1891).

### Schriften
- Über die militärische Benutzung der Eisenbahnen. 7. Mai 1836.